# Кхокхон

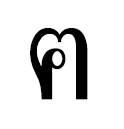

Кхокхон (тайск. ฅอ คน, кхон — «человек») — кхо, пятая буква тайского алфавита, в настоящее время вышла из употребления и заменена на кхокхуай, графически близка к часто встречающейся букве тотау («черепаха») и по традиции относится к аксонтамкху (парная нижнего класса). На клавиатуре проецируется на клавишу косая черта (слэш).
Используется как лапа в некоторых составных эмотиконах, особенно в Азии. К примеру: ฅ^•ﻌ•^ฅ